# Danciu Craiovescu
Danciu Craiovescu (n.sec al XV-lea-d.1520) era al III-lea fiu al lui Neagoe Ștrehăianul și fratele lui Barbu I, Pârvu și Radu Craiovescu. Pe la 1494 zidește mânăstirea Bistrița împreună cu frații săi. Dăruiește aceleași mânăstiri Moșiile Brâncovenii și Plăvicenii. Inscripția unui clopot dela mânăstirea Bistrița spune că ar fi fost dăruit pela 1496/97 de către Danciu și frații săi.

### Căsătoria
El era căsătorit cu Hrusana cu care se căsătorise înainte de 1501. El era tatăl lui Barbu al II-lea Craiovescu și lui Drăghici Craiovescu.

### Ca Boier
El era numit Comis de Vlad Călugărul în 1489 până la 1503. Era armaș în 1505 și încă o dată în 1508. La 1520 Într-un hrisov dat Bistriței, când murise i se zice armaș. El este și spătar între 1506-1507.

### Polmelnicul
Danciu este pomenit într-un Polmelnic împreună cu frații săi, un anume Neagoe postelnic și patru alte femei. Se crede că cele patru femei, Neguța, Neacșa, Hrusana și Velica sunt soțiile celor patru frați, nu surori așa cum le erau atribuit și că Neagoe Postelnicul era o rudă, dar nu un frate așa cum se credea.
1. 1 2 3  Filitti, Ion C. (1932). Banatul Olteniei și Craioveștii. scrisul românesc. p. 24.
2. ↑  Filitti, Ion C. (1932). Banatul Olteniei și Craioveștii. scrisul românesc. pp. 25 și 27.
3. ↑  Oprea, Radu. Aegesis, studii și comunicări, seria istorie, TOM XVI, 2007 Succinte observații privind geneaologia și declinul Politic al Boierilor Craiovești în Secolul al XVI-lea. p. 162.
4. 1 2  Filitti, Ion C. (1932). Banatul Olteniei și Craioveștii. scrisul românesc. p. 26.
5. 1 2  Filitti, Ion C. (1932). Banatul Olteniei și Craioveștii. Scrisul Românesc. pp. 26 și 27.
6. ↑  Filitti, Ion C. (1932). Banatul Olteniei și Craioveștii. scrisul românesc. p. 25.